# سیندرلا (فیلم هندی ۲۰۲۱)
سیندرلا (انگلیسی: Cinderella) فیلم ترسناک هندی تامیل-زبان، محصول ۲۰۲۱ است که نویسندگی و کارگردانی آن بر عهده وینو وینکیتش (Vinoo Venketesh)، به عنوان اولین کار کارگردانی او بود. بازیگران اصلی فیلم رائی لاکشمی در نقش اول فیلم، و ساکشی آگاروال در نقش اصلی و آنبو تاسان (Anbu Thasan) در نقش مکمل می‌باشد. فیلمبرداری اصلی در ماه اکتبر ۲۰۱۸ شروع شد و فیلم در روز ۲۴ سپتامبر ۲۰۲۱ اکران گردید. فیلم سیندرلا نقدهای متفاوتی را دریافت کرد که نقدهای مثبت بیشتر بود ولی فیلم به عنوان یک فیلم ناموفق تجاری شناخته شد.